# Chrysodeixis acuta
Chrysodeixis acuta là một loài bướm đêm trong họ Noctuidae.